# خلنج ليندسي
خلنج ليندسي (بالإنجليزية: Erica Lindsay)‏ هي عازفة ساكسفون وملحنة أمريكية، ولدت في 5 يونيو 1955 في سان فرانسيسكو في الولايات المتحدة.

## وصلات خارجية
- خلنج ليندسي على موقع ميوزك برينز (الإنجليزية)
- خلنج ليندسي على موقع ديسكوغز (الإنجليزية)